# Селласия
Селласия (греч.  Σελλασία ) — село со статусом местного сообщества, входящее в общину (дим) Спарта и располагающееся на полуострове Пелопоннес. До 2011 года входило в ныне упразднённую общину Инундас.

## Местоположение
Деревня расположена примерно в 10 км к северу от Спарты в низовьях реки Инундас непосредственно перед её слиянием с Эвротасом. Территория местной общины Селласия (Topiki Kinotita Sellasias, Τοπική Κοινότητα Σελλασίας) находится на западе волости Инундас. Площадь — 27 864 км² до Эвротаса, образующего естественную границу с муниципальными районами Пеллана и Мистра на западе. На севере она граничит с Конидицей, на востоке — с Врестеной и Агиос Иоаннис Теологос, а на юге — с Вутиани и Кладасом.
Отсюда на восток проходит национальная дорога 39.

## История
Древняя Селласия находилась к востоку от современной деревни на холме на противоположной стороне реки. Холм доминировал над подходом к Лаконии с севера. На холме Палеогулас сохранились древние стены. Во время первой кампании Эпаминонда около 370 г. до н. э., его похода в Пелопоннес, Селласия была разрушена и разграблена.
К северу от города летом 222 года до н. э. в ходе Клеоменовой войны произошла битва при Селласии. Войска Антигона Досона и Ахейского союза разгромили армию спартанского царя Клеомена III. Спартанцы погибли почти поголовно, также очень много полегло здесь и спартанских наёмников. После этого Селласия снова была разрушена, а её население продано в рабство. Во II веке до н. э. город уже был безлюден.

## История современного сообщества
С 1912 года и до церковной реформы 1997 года Селласия была независимой сельской церковной общиной. Первоначально называвшаяся Врулия, место и сельская община получили звание городища в 1929 году. В 1997 году Селласия была объединена с восемью другими сельскими общинами и образовала муниципалитет Инундас. Селласия стала административным центром сообщества. Это сообщество сохранилось после административной реформы 2011 года, в новое сообщество Спарта вошли еще шесть общин. С тех пор Селласия имеет статус местного сообщества (Topiki Kinotita, Τοπική Κοινότητα). Численность населения в 2000 году — 524 человек, 2011 году — 311 человек.
Население Селласии в основном занимается сельским хозяйством, выращиванием оливок и производством оливкового масла.